# Белл, Алан
Алан Пол Белл (англ. Alan Paul Bell; 18 января 1932, Ньюарк, Нью-Джерси, США — 13 мая 2002, Блумингтон, Индиана, США) — американский психолог.

## Биография
Родился 18 января 1932 года в Ньюарке штата Нью-Джерси.
Получил бакалавра гуманитарных наук по философии в Южном университете и магистра в Общей духовной семинарии. В 1964 году получил доктора философии по психологическому консультированию в Колумбийском университете.
Являясь священником Епископальной церкви США способствовал созданию прихода в Дэнвилле штата Нью-Джерси.
С 1967 года работал научным сотрудником Института Кинси.
В начале 1980-х годов стал полным профессором, а в 1997 году профессором-эмеритом Индианского университета. Занимался большой врачебной практикой. Создал при университете Центр человеческого взросления, который оказывал услуги по психологическому консультированию по доступным ценам.
Умер 13 мая 2002 года в Блумингтоне штата Индиана от инсульта.

## Семья
Первый брак с Лунди Ленуар закончился разводом. Во втором браке с Ширли Левайн прожил 37 лет. Отец скрипача Джошуа Белла живущего в Нью-Йорке, и трёх дочерей — Терри Милаццо живущей в Боу штата Нью-Гемпшир, Тоби Джилл проживающей в Индианаполисе и Рэйчел Белл обитающей в Чикаго. Кроме того имел сестру Патриция Кирквуд живущая в Монтклэр штата Нью-Джерси и четырёх внуков.

## Научная деятельность
Провёл обширное исследование, показавшее что гомосексуалы могут приспосабливаться к окружающей обстановке.

В 1968 году совместно с социологом Мартином Вейнбергом приступил к исследованию около 1000 геев живущих в Сан-Франциско с целью оценить их психическое здоровье и выяснить, что в их жизни оказало влияние на выбор именно такой сексуальной ориентации. Согласно опубликованным результатам, геи в той же степени приспосабливаются к окружающей обстановке и удовлетворены отношениями, в какой это свойственно для гетеросексуальных людей. Оба учёных утверждали, что в основе гомосексуальной ориентации лежат биологические факторы, поскольку они не выявили социальных — личностные особенности родителей и болезненный психологический опыт в прошлом. Исследование Белла и Вейнберга вызвало жаркие споры, в который критики заостряли своё внимание на методах исследования. В свою очередь историк и гей-активист Мартин Дуберман дал следующую оценку данному исследованию: «Это было самое амбициозное изучение мужской гомосексуальности из когда-либо проводившихся». Кроме того указал, что итоги исследований, воплощённые в монографиях Homosexualities: A Study of Diversity Among Men and Women (1978) и Sexual Preference: Its Development in Men and Women (1981) «опровергли большое количество других исследований, в которых геи были представлены как отщепенцы общества». Сам же Алан Белл в 1981 году высказал следующее суждение: 
Я ожидаю, что исследование подвергнется перекрёстному огню — как радикальными геями, даже находящимися в теме, так и аналитиками, которые упрекнут нас в попытке нарисовать радужную картину гомосексуальности. […] Но мы сообщили то, что [нам] говорили люди, и всё это вполне сходится.

## Научные труды

### Монографии
- The Personality of a Child Molester: An Analysis of Dreams (1971)
- Homosexuality: An Annotated Bibliography[англ.] (1972)
- Homosexualities: A Study of Diversity Among Men and Women[англ.] (1978)
- Sexual Preference: Its Development in Men and Women[англ.] (1981)